# Juhani Aho

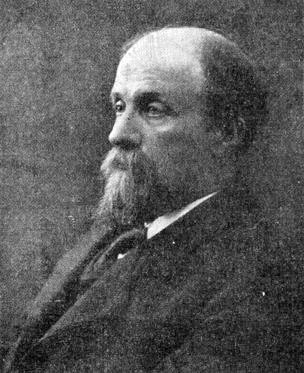
Juhani Aho

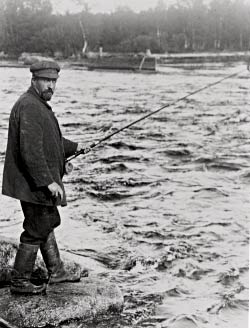
Juhani Aho i forsen Huopanankoski i Viitasaari 1912

Juhani "Jussi" Aho, före 1907 Johannes Brofeldt, född 11 september 1861 i Lapinlax, död 8 augusti 1921 i Helsingfors, var en finländsk författare och journalist. Han var den första finskspråkiga yrkesförfattaren. 

## Biografi
Juhani Aho var den äldsta i en barnskara på tio till prosten Theodor Brofeldt (1837-1914) och Emelie Snellman. Pekka Aho (1864–1945) och Kaarlo (Kalle) Aho (1865–1936) var yngre bröder till honom. Han föddes och växte upp i en pietistisk miljö i den 1839 uppförda Värns prästgård i Lapinlax, vilken idag är ett byggnadsminne.
Han gick 1872–80 i det finska lyceet i Kuopio, vilket erbjöd undervisning på finska. Under denna period började han använda förfinskningen av sitt namn Johannes Brofeldt som skribentnamn. Åren 1880–84 studerade han finska språket, litteratur och historia vid Kejserliga Alexanders-universitetet i Helsingfors utan att avsluta med examen. Han inledde sin författarkarriär vid sidan av studierna och tog i det litterära arbetet intryck av Elisabeth Järnefelts litterära salong, "Järnefeltskolan". 
Juhani Aho arbetade som redaktör för flera tidningar, inklusive Uusi Suometar, Keski-Suomi, Savo, Uusi Kuvalehti, och Päivälehti. Han var också en fast bidragsgivare till Helsingin Sanomat mellan 1904 och 1921.
Juhani Ahos litteratur gavs första gången ut 1883 med publiceringen av novellsamlingen  Siihen aikaan kun isä lampun osti (Vid den tidpunkt då min far köpte en lampa). Berömda verk av honom under 1880-talet är Rautatie (Järnvägen) 1884, som var hans genombrottsverk, Papin tytär (Prästens dotter) och Papin rouva (Prästens fru). Han var 1889 med om att grunda Päivälehti, som blev föregångaren till Helsingin Sanomat. Åren 1889-90 gjorde han en längre resa till Paris, varefter han skrev också historiska romaner och kortare skrifter, som han kallade spånor. Senare har dessa spånor ansetts vara de bästa texter, som Aho skrivit. Han hade kontakt med tidningsverksamheten genom hela livet. Han engagerade sig vid sekelskiftet i politik med en radikal ståndpunkt och tvingades att under ett år med sin familj vistas utomlands, i Österrike och Italien. Efter återkomsten var han engagerad i Finlands nationalteater, Suomen Kirjailijaliitto (Finlands författareförening) och Finska litteratursällskapet. Han blev, tillsammans med Paavo Cajander, 1907 den första författaren som blev hedersdoktor i Finland. Han ändrade detta år också sitt namn från Johannes Brofeldt till Juhani Aho.
Fiske var en viktig fritidssysselsättning för Juhani Aho, och förblev det ända in på 1920-talet. Favoritstället var forsen Huopanankoski i Viitasaari. År 1921 publicerades postumt hans bok om fiske. Han var pacifist och deltog inte i inbördeskriget 1918. Under sina sista tio år behandlade han i sin litterära produktion ideologiska och moraliska frågor. Romanen Juha (Johan) från 1911 har dramatiserats (operan Juha 1963) och filmatiserats flera gånger, första gången av Mauritz Stiller 1921 (Johan).
Han gifte sig 1891 med Venny Soldan-Brofeldt. Paret bosatte sig 1897 i Villa Vårbacka, senare benämnd Ahola, vid Tusbysjön strax söder om Träskända. Han var också en tid sambo med Vennys yngre syster Tilly Soldan. Med Venny hade han sönerna Heikki och Antti Aho. Med Tilly hade han sonen Björn Soldan. Claire Aho var hans sondotter. Han var också farbror till Simo Brofeldt.
Juhani Ahos och Venny Soldan-Brofeldts hem Ahola var ett centrum för Konstnärskolonin vid Tusby träsk, som växte upp kring sekelskiftet 1800/1900.
Juhani Aho flyttade från Tusby träsk till Helsingfors, där han bodde till sin död. och skaffade sig ett sommarställe i Tvärminne.